# Seriatopora
Seriatopora es un género de corales pétreos coloniales de la familia Pocilloporidae. Son comúnmente conocidos como corales de aguja, corales de nido de pájaro o corales de dedo. Son nativos del Mar Rojo, la región del Indo-Pacífico y algunas partes del Océano Pacífico Central.

## Características
Las especies pertenecientes a este género forman pequeños arbustos con ramas que se anastomizan (unión). Las puntas de las ramas son muy afiladas y las formas de crecimiento son variables, según el nivel de luz y el movimiento del agua. Los coralitos están dispuestos en filas ordenadas y los pólipos sólo se extienden de noche. El color de estos corales puede ser amarillo, naranja, rosa, verde o marrón.

## Especies
Las siguientes especies están incluidas en el Registro Mundial de Especies Marinas (WoRMS):
- Seriatopora aculeata Quelch, 1886
- Seriatopora caliendrum Ehrenberg, 1834
- Seriatopora dentritica Verón, 2000
- Seriatopora guttata Verón, 2000
- Seriatopora hystrix Dana, 1846
- Seriatopora octópteros Ehrenberg, 1834
- Seriatopora stellata Quelch, 1886

## Galería de imágenes

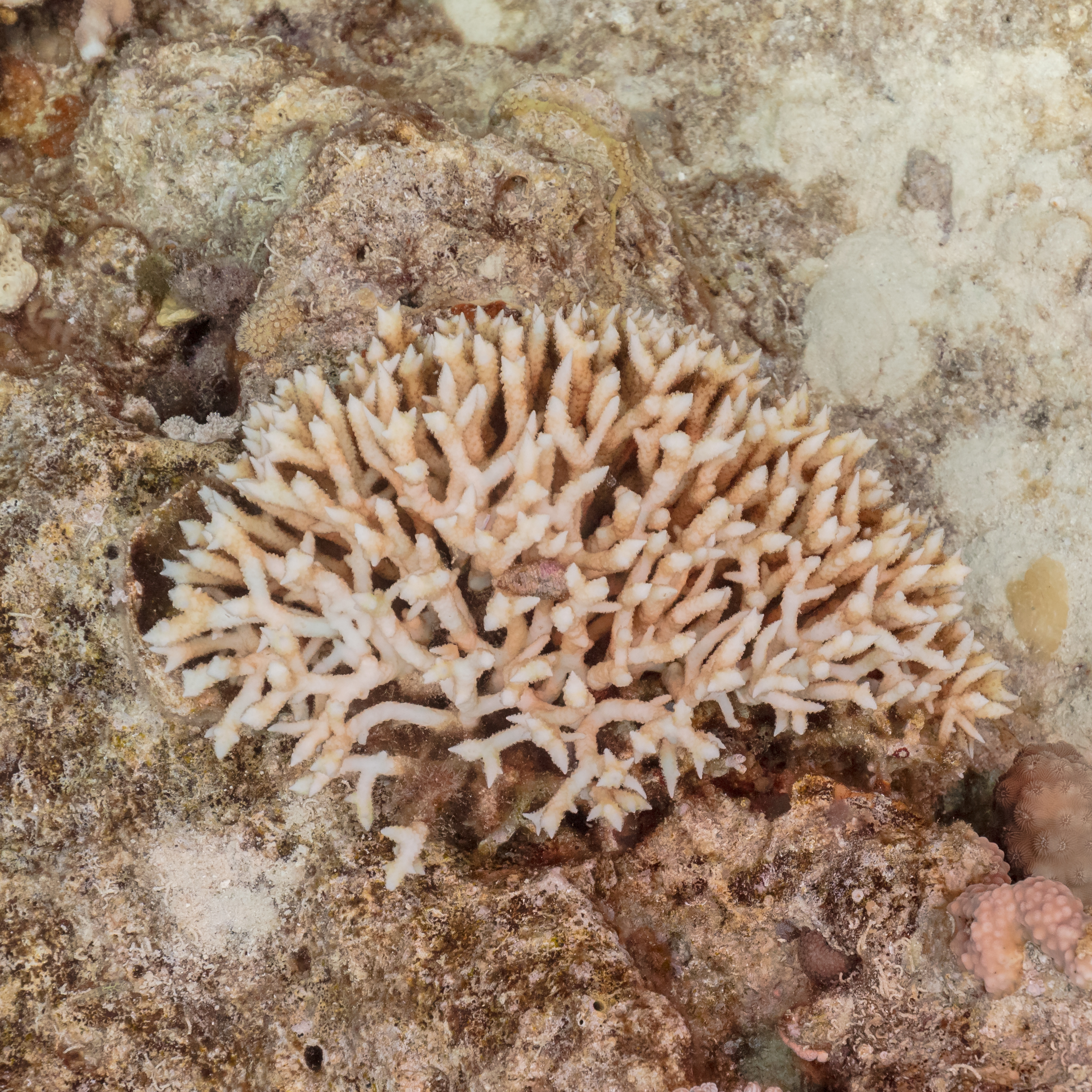
Seriatopora hystrix.
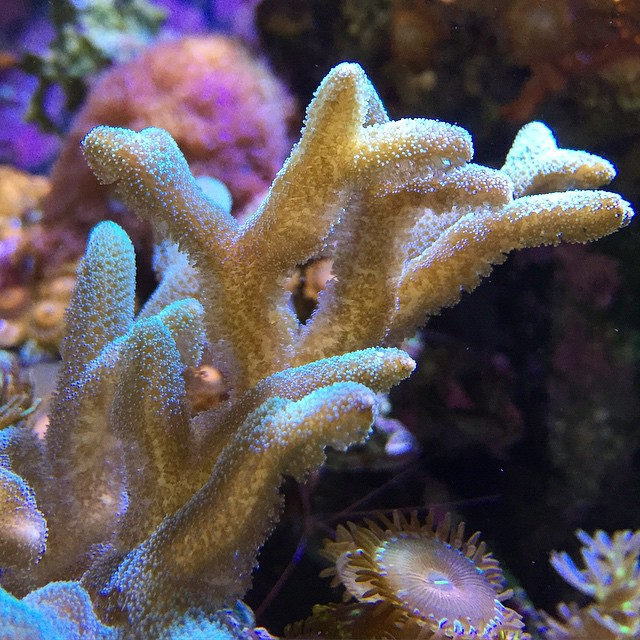
Seriatopora caliendrum.